# Президентські вибори у США 1968
Президентські вибори в США 1968 року проходили 5 листопада. Це були одні з найнапруженіших виборів американської історії. 5 червня 1968 року палестинським іммігрантом був убитий один з лідируючих претендентів від Демократичної партії Роберт Кеннеді. Це сталося всього через два місяці після вбивства Мартіна Лютера Кінга, яке викликало расові заворушення по всій країні. Країна вирувало від повсюдних виступів проти війни у В'єтнамі. Демократи висунули Г'юберта Гамфрі, а республіканці — колишнього віцепрезидента Річарда Ніксона. Сильно виступив незалежний кандидат від третьої партії Джордж Воллес, який переміг у кількох штатах (відтоді кандидати від «третьої партії» не отримували голоси виборників, крім одного голосу на виборах 1972 року). У результаті з невеликою перевагою переміг Ніксон, який обіцяв відновити «Законність та порядок». Вибори 1968 року розглядаються як переломні, що закінчили епоху домінування Демократичної партії в політиці США, що тривала з перемоги Франкліна Рузвельта в 1932 році.

## Вибори

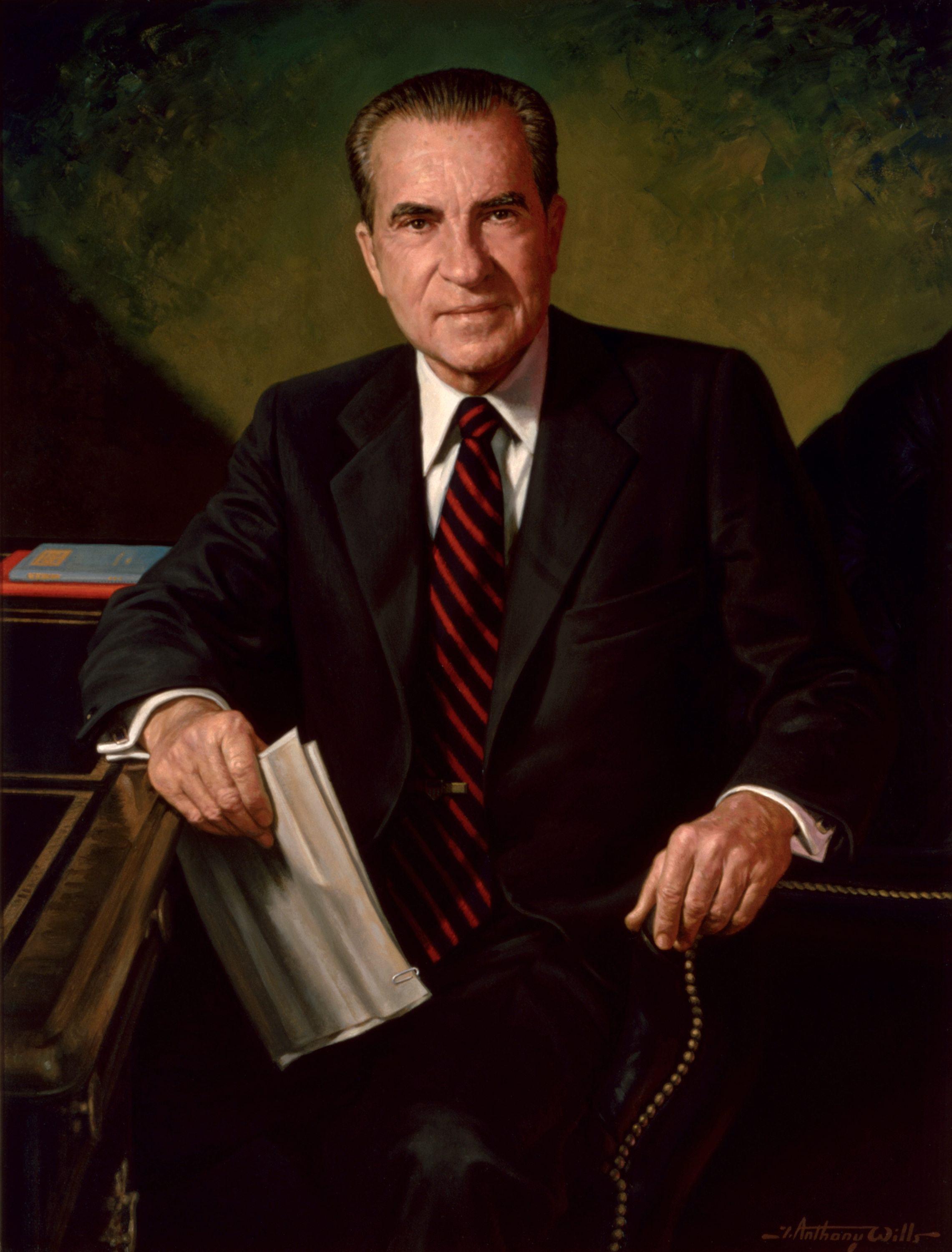
На виборах 1968 року Річард Мілхауз Ніксон був обраний 37-м президентом США.

### Результати
| Кандидат              | Партія                        | Виборці    | Виборці | Виборники |
| Кандидат              | Партія                        | Кількість  | %       | Виборники |
| --------------------- | ----------------------------- | ---------- | ------- | --------- |
| Річард Мілхауз Ніксон | Республіканська партія        | 31 783     | 43,4 %  | 301       |
| Г'юберт Гамфрі        | Демократична партія           | 31 271 839 | 42,7 %  | 191       |
| Джордж Воллес         | Американська незалежна партія | 9 901 118  | 13,5 %  | 46        |
| Юджин Маккарті        | незалежний                    | 25 634     | 0,0 %   | 0         |
| інші                  | —                             | 243 258    | 0,3 %   | 0         |
| Усього                | Усього                        | 73 199 998 | 100 %   | 538       |

## Цікаві факти
- Правлячі кола Великої Британії (в 1964—1970 роках прем'єр-міністром Великої Британії був Гарольд Вільсон) очікували перемоги демократа Гамфрі, у зв'язку з чим послом Великої Британії в США 1969 року був призначений Джон Фрімен, який будучи в 1961—1965 роках головним редактором журналу «New Statesman» відкрито критикував Річарда Ніксона як людину без принципів (англ. «a man of no principle»)[1].